# Éljen a mama!
Az Éljen a mama! (olaszul Le convenienze ed inconvenienze teatrali) Gaetano Donizetti egyik kétfelvonásos vígoperája. Szövegét Antonio Sografi írta Velencében bemutatott Le convenienze teatrali majd az ennek folytatásaként 1800-ban színre vitt Le inconvenienze teatrali című komédiái alapján. Az opera első változata egyfelvonásos volt, ezt 1827. november 21-én mutatták be a nápolyi Teatro Nuovóban. A zeneszerző 1831-ben dolgozta át kétfelvonásossá a művet, ezt 1831. április 20-án mutatták be először, szintén Nápolyban, ezúttal a Teatro della Cannobianában. A darabot Horst Georges és Karlheinz Gutheim 1969-ben átírta. A Viva la mamma! címre keresztelt művet 1969. február 25-én mutatták be a müncheni Cuvilliés-Theaterben.  Magyarországon az eredeti változatot még nem játszották, a mannheimi változatot a debreceni Csokonai Színházban mutatták be. Az opera egyik fő érdekessége, hogy Donizetti férfi énekesre, basszistára írta a színházi mama szólamát.

## Szereplők
| Szerep                                      | Hangfekvés           | Szereposztás az ősbemutatón |
| ------------------------------------------- | -------------------- | --------------------------- |
| Daria Garbinati, primadonna                 | szoprán              | Fanny Corri-Paltoni         |
| Procolo, a férje                            | basszus              |                             |
| Biscroma Strappaviscere, karmester          | bariton              |                             |
| Donna Agata Scanagalli, Luigia anyja        | bariton vagy basszus | Gennaro Luzio               |
| Luiga Castragatti, seconda donna            | szoprán              |                             |
| Guglielmo Antolstoinoff, első tenor         | tenor                | Giuseppe Giordano           |
| Cesare Salzapariglia, költő és gyógyszerész | bariton              |                             |
| Impresszárió                                | basszus              |                             |
| Színigazgató                                | basszus              |                             |
| Katonák, szolgálók, munkások.               |                      |                             |

## Cselekmény
- Helyszín: Lodi, Olaszország
- Idő: 19. század első fele

### Első felvonás
Lodi színházában a karneváli szezonra készülnek egy új operával. A társulat kissé megkésett a betanulással, ezért az utolsó órákban is lázas munka folyik. Az elégedetlen Corilla saját elképzelése szerint énekli a részét, de ez egyedül a férjének tetszik, a zeneszerző és a zongorista a haját tépi, a többi énekes pedig zúgolódnak, mert ők is mutatósabb áriákat szeretnének. A próbán Guglielmo következik, aki azonban hibát hibára halmoz. Közben a vezető tenor és a primadonna azon civakodnak, kinek a neve kerüljön az első helyre a címlapon. Váratlanul megérkezik Agatha, a társulat egykori énekese és lányának egy új, mutatós áriát követel, valami temperamentumosabbat. A zűrzavart fokozza, hogy megérkezik Neocle, az angol énekes, akiről kiderül, hogy nem alt, mint azt várták, hanem kasztrált. Minden veszve látszik, hisz kasztráltként nem tudja elénekelni a rá kiosztott szerepet, a szirént, sőt Guglielmo egyenes elutasítja, hogy a kasztrálttal egy színpadon énekeljen. A mentőövet Agatha asszony jelenti, aki beugrik Neocle helyett. Guglielmo továbbra sem akar színrelépni ilyen zűrzavaros körülmények között, ezért a szerepének eléneklésére Procolót próbálják rávenni. A zeneszerző nekiáll, hogy újraírja a szólamot. Közben azonban levél érkezik Corillának, s egy fontos újság a zeneszerzőnek. Ebben a zűrzavarban (levél, újság, kottaírás, szólamcserék) minden összekuszálódik, s az események általános sértődésbe torkollanak.

### Második felvonás
Közben a polgármester is értesül a társulatban eluralkodott zűrzavarról és közbelép. Hatalmas összeget ígér a társulatnak, ha sikerül nekik minden bonyodalom nélkül időben színre vinni az előadást. A pénz hallatán Guglielmo is meggondolja magát és visszaköveteli szerepét. Így viszont Procolónak új szerepet kell kitalálni. A darabban a polgármester kifejezett kérésére helyet kap Neocle is, de egy másik szerepben. Elkezdődik a főpróba, de az előadás csak nem akar összeállni. Ekkor váratlan hír érkezik: a város elöljárói, tartván a csúfos bukástól és a vele járó rosszízű pletykáktól, betiltja az előadást, hacsak a társulat nem tesz le nagyobb kauciót. A helyzetet Agatha asszony menti meg: előveszi ékszereit, ifjúkori fellépéseinek emlékeit, amelyeket egykor hódolóitól kapott. Áruk biztosan elegendő lesz biztosítéknak. A társulat egyvalamiben végre egyetért: éljen a mama!